# BAKE (製菓業)
株式会社BAKE（ベイク）は、東京都港区白金台に本社を置く、日本の製菓企業。自社ブランド「BAKE CHEESE TART」で販売しているチーズタルトが主力商品として知られており、同商品以外にもシュークリームやアップルパイ、バターサンドなどの洋菓子を製造・販売している。
本項では、現在の株式会社BAKE（旧：BLNホールディングス株式会社）と過去の株式会社BAKE（2015年10月に法人登録後、現BAKEに合併し解散）の両社について記述する。

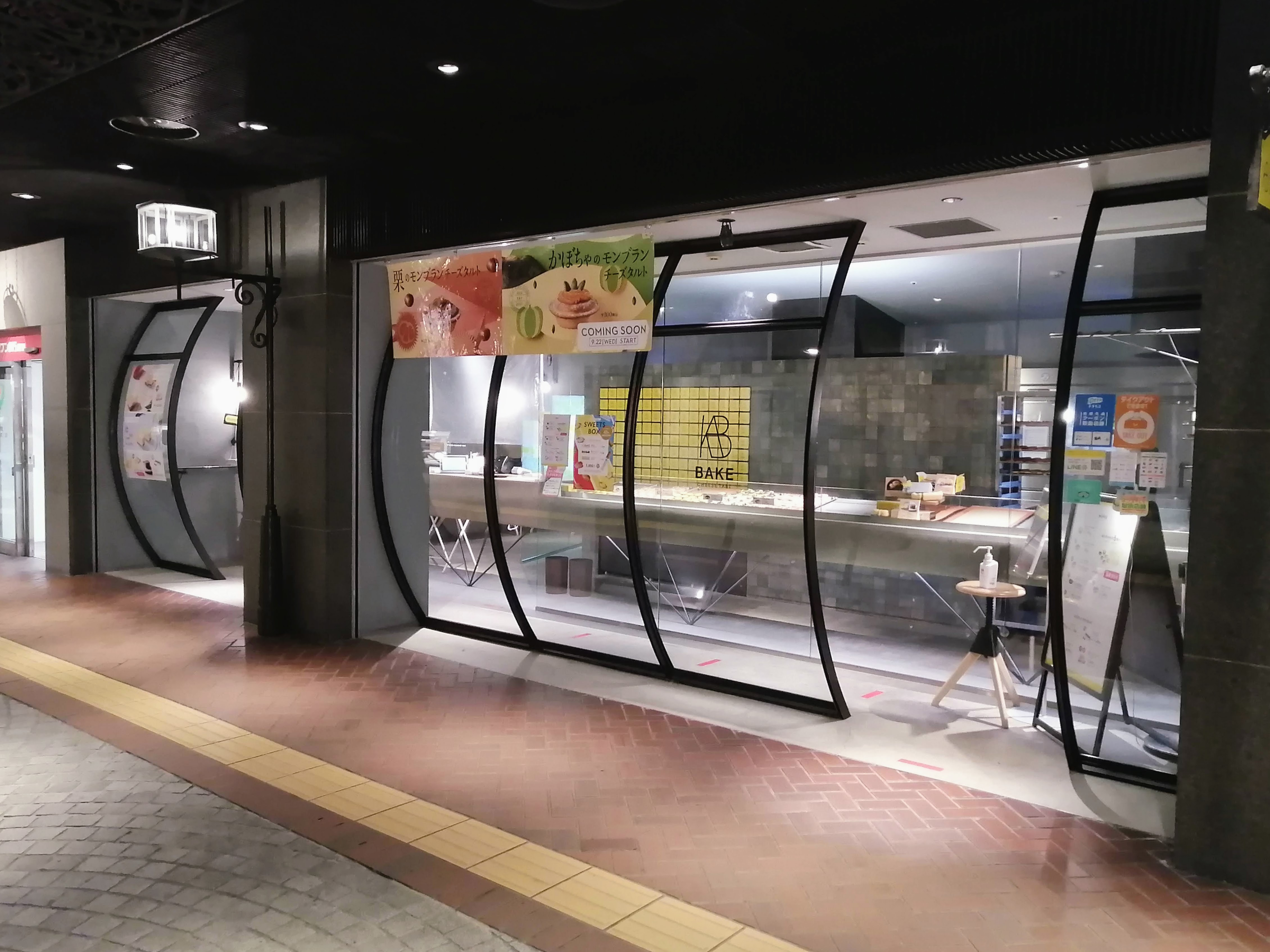
BAKE CHEESE TART 天神地下街店

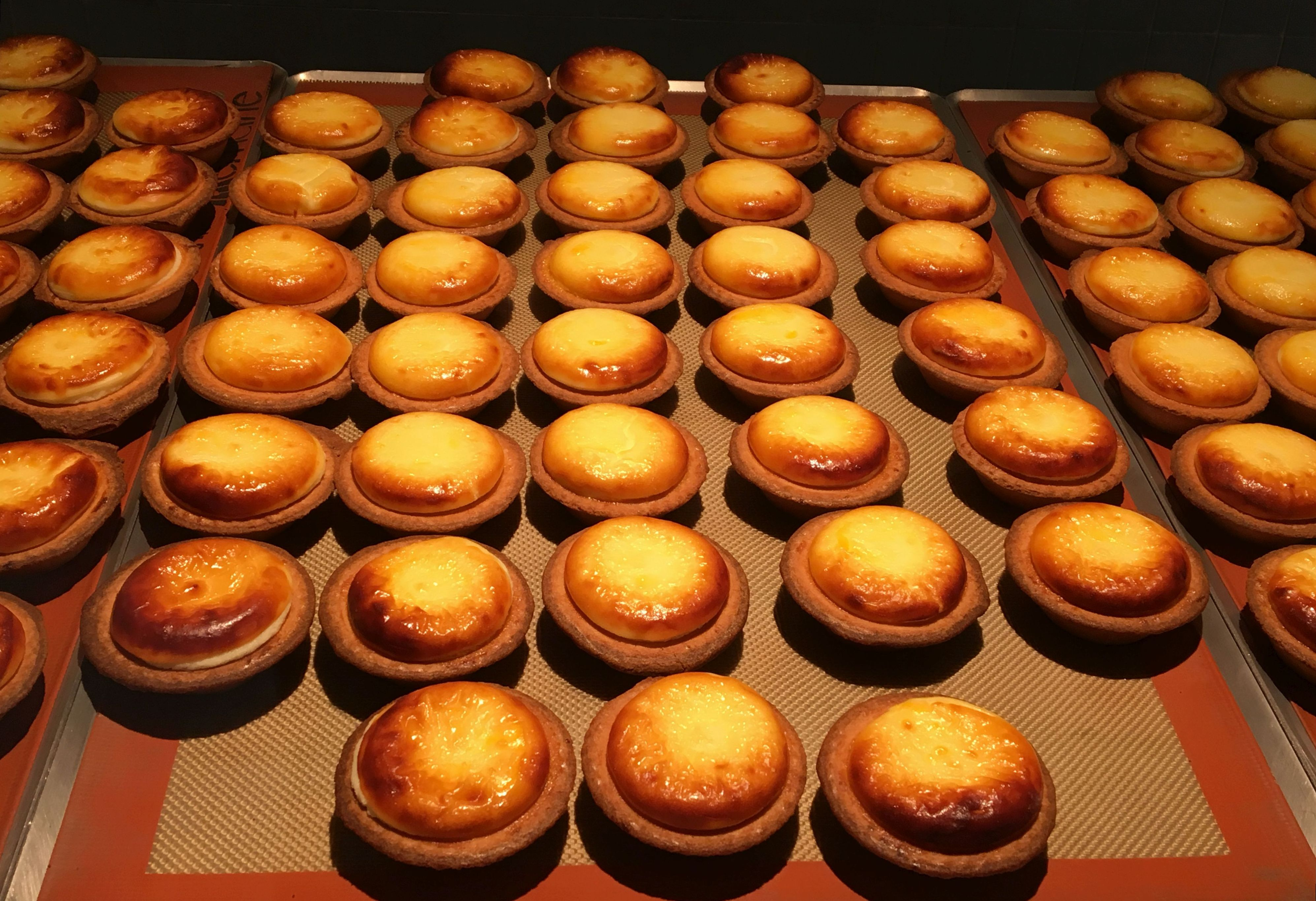
BAKEのチーズタルト（仙台店）

## 概要
北海道の洋菓子店きのとやの創業者、長沼昭夫の長男である長沼真太郎が2013年に創業。
写真やイラストをケーキにプリントするオンラインサービス「PICTCAKE」から事業を開始し、2014年にチーズタルト専門店「BAKE by kinotoya」、同年11月には目黒区自由が丘に「BAKE CHEESE TART」をそれぞれオープン。以降、シュークリーム専門店「クロッカンシュー ザクザク」、アップルパイ専門店「RINGO」、バターサンド専門店「PRESS BUTTER SAND」と様々な業態の店舗を出店。国内外に121店舗（うち国内71店舗、海外50店舗。2020年6月末時点。）を構え、海外ではアジア圏を中心に展開している。
「お菓子を、進化させる」をミッションステートメントとして掲げ、A/Bテストを用いた商品開発、社内デザイナーによる店舗・パッケージのブランディング、自社によるウェブメディアの運営など、製菓企業としては珍しい取り組みを行っており、創業者の真太郎本人も同社を「お菓子のスタートアップ」と位置づけている。また、同社の特色として社員は製菓業以外の他業種からの出身者が多数を占めている他、顧客と接するスタッフを後押しする存在であるという意味合いを込めて本社を「サポートセンター」と呼称している。
2017年8月29日付で投資ファンドのポラリス・キャピタル・グループに株式の大半を約100億円で売却している。
2021年7月1日より新しいCIを導入し、企業ロゴを一新。新しいミッションステートメントとして、「しあわせに、BAKE（バケ）る。」を掲げ、これまで使用していた「お菓子を、進化させる」を新たにコーポレート・ビジョンとして設定した。同月20日には社内プロジェクト「BAKE Project」の一環として、自社で展開している各ブランドの商品を取り扱う販売店「BAKE the SHOP」をオープンした。
同社商品のチーズタルトは、かつてはきのとやの東苗穂工場で生産されていたが、現在は自社工場に生産ラインを移しており、主に海外輸出用の半製品として製造されている。

## フィロソフィー
BAKEには「おいしさの3原則」と呼ばれる、同社が商品づくりにおいて掲げているフィロソフィーがあり、以下の3つを定めている。
- 原材料にこだわる[6]
- 手間を惜しまない[6]
- フレッシュな状態で提供する[6]

これら3つは創業者の真太郎が父・昭夫から幼少の頃より教わったものであり、この3原則に則った製造・販売を行えるよう、商品展開については「1ブランドにつき1商品のみ」取り扱うという方針を取っている。
また、同社では8割の消費者に支持されることを念頭に置く「8割主義」に基づいた商品開発を行っている。

## 沿革

### 旧・株式会社BAKE
- 2013年
  - 4月16日 - 長沼真太郎が原宿のアパートにて株式会社BAKEを創業[6][一次資料 3]。
  - 12月 - 写真やイラストをケーキにプリントするオンラインサービス「PICTCAKE」を開始[1]。
- 2014年
  - 2月 - ルミネエスト新宿に「BAKE by kinotoya」をオープン[1]。
  - 9月 - BAKE by kinotoyaに続き、「クロッカンシュー ザクザク」1号店をルミネエスト新宿にオープン[1]。
  - 11月 - 自由が丘にオフィスビル（BAKEビル）を設立。ビル1階部分を「BAKE CHEESE TART」自由が丘店としてオープン[1][一次資料 4]。
- 2015年
  - 2月 - 公式キャラクターケーキ専門オンラインショップ「PICTCAKE CHARA」を開設[1]。
  - 8月20日 - 自由が丘店よりオフィスを移転[一次資料 5]。
  - 8月29日 - 「BAKE CHEESE TART」香港1号店を香港そごう店内にオープン[18][19]。
  - 9月15日 - チョコレートのカスタマイズができるオンラインサービス「99chocolate」を開始。これに合わせ、ルミネエスト新宿にて期間限定のポップアップ店をオープン[20][21]。
  - 11月24日 - 「BAKE CHEESE TART」タイ1号店をオープン[22][23]。
  - 12月18日 - 「BAKE CHEESE TART」韓国1号店をロッテ百貨店・明洞本店にオープン[24]。
- 2016年
  - 1月7日 - 新宿ルミネ2にて「99chocolate」のポップアップ店を期間限定でオープン[25]。
  - 3月4日 - 池袋にて「RINGO」1号店をオープン。同日、旧オフィスである自由が丘BAKEビルの3階部分をR&D施設「OPENLAB」（オープンラボ）として開設[26][一次資料 6][27]。
  - 4月29日 - 「BAKE CHEESE TART」シンガポール1号店をオープン[28][29]。
  - 6月15日 - 「BAKE CHEESE TART」台湾1号店をオープン[30]。
  - 8月12日 - 「BAKE CHEESE TART」のチーズタルトをタイ国際航空の機内食として同日限定で提供[注釈 1]。
  - 11月1日 - 北海道札幌市白石区に海外輸出用の半製品製造のための自社工場を設立[32]。
  - 12月 - 現所在地である港区白金台にオフィスを移転[一次資料 4][33]。
- 2017年
  - 4月27日 - 東京駅構内に「PRESS BUTTER SAND」1号店をオープン[5][34]。
  - 5月25日 - 東武池袋駅構内に「DOU」1号店をオープン[35]。
  - 8月29日 - ファンド運営企業であるポラリス・キャピタル・グループが同社株式の大半を取得し買収。同日、取締役副社長の西尾修平が代表取締役社長に、真太郎が会長職に就任[3]。
  - 11月1日 -「BAKE CHEESE TART」自由が丘店のオープン3周年を記念し、同日を「ベイクチーズタルトの日」と制定。日本記念日協会より認定を受ける[36][37][38]。同月12日、「BAKE CHEESE TART」ベトナム1号店をオープン[39]。
  - 12月22日 - 「BAKE CHEESE TART」フィリピン1号店[40]、「RINGO」台湾店（現地での店名は「RAPL」）を同時オープン[41]。

### 新・株式会社BAKE
- 2017年7月20日 - BLNホールディングス株式会社として設立[42]。
- 2018年
  - 1月1日 - 旧・株式会社BAKEを吸収合併。社名を「BLNホールディングス株式会社」から「株式会社BAKE」に変更[42]。
  - 3月27日 - JR原宿駅竹下口に「THE PARFAIT STAND」をオープン[43][44]。
  - 4月10日 - ルミネエスト新宿に「POGG」1号店をオープン[45]。
  - 5月4日 - 「BAKE CHEESE TART」アメリカ1号店をオープンし、北米地域に進出。直営子会社Bake USA, Incを設立[46][47]。
  - 7月10日 - 門田浩が代表取締役社長に就任。西尾は同社顧問に、真太郎は名誉会長に就任[一次資料 7][48][49][50]。
- 2019年
  - 2月1日 - 自由が丘の商業施設「エトモ自由が丘」に「Chocolaphil」1号店をオープン[51]。
  - 9月9日 - BAKE公式アプリをリリース[52]。
  - 12月26日 - コンセプトストア「POSTBOX SAND COOKIE」をオープン[53]。
- 2020年
  - 3月13日 - 鹿児島の商業施設「アミュプラザ鹿児島」に「OIMON」1号店をオープン[54]。
  - 4月1日 - 前取締役であった山田純平が代表取締役社長に就任。門田は同社顧問に就任[一次資料 8]。
  - 5月20日 - 約20億円の資金調達を5月末までに段階的に実施することを発表[一次資料 9]。
  - 6月18日 - 公式オンラインショップサイト「BAKE THE ONLINE」を開設[一次資料 10]。
  - 8月5日 - 東京駅一番街内「東京ギフトパレット」に「SOLES GAUFRETTE」「POSTBOX COOKIES」の1号店をそれぞれオープン[55][56]。
  - 9月18日 - 「BAKE CHEESE TART」のサブブランドとして「THE CHEESE SOUFFLE by BAKE CHEESE TART」を設立。同ブランドよりチーズスフレをBAKE THE ONLINEにて先行販売[一次資料 11]。
  - 11月1日 - 「THE CHEESE SOUFFLE by BAKE CHEESE TART」の商品・チーズスフレを国内の「BAKE CHEESE TART」店舗にて販売を開始[57]。
  - 12月1日 - 上記「THE CHEESE SOUFFLE」に次ぐ「BAKE CHEESE TART」のサブブランドとして「THE CHEESE TERRINE by BAKE CHEESE TART」を設立。同月15日よりチーズテリーヌをBAKE THE ONLINEおよび国内「BAKE CHEESE TART」の一部店舗にて販売開始[一次資料 12][58]。
- 2021年
  - 6月1日 - 「BAKE CHEESE TART」のサブブランドとして「チーズころん by BAKE CHEESE TART」の展開をスタート。渋谷マークシティ内に実店舗をオープン[59][60]。
  - 7月1日 - CIおよび企業ロゴを一新。
  - 7月20日 - 新業態店舗「BAKE the SHOP」を大丸心斎橋店内にオープン[一次資料 2]。

## 主なブランド
各ブランドの店舗は全て工房一体型となっており、作り置きをせずにできたての状態での提供を行っている。また、それぞれのブランドを象徴するブランドカラーが割り当てられている。
- BAKE CHEESE TART（ベイク チーズタルト）

チーズタルト専門店。ブランドカラーは黄色。同店舗で売っているチーズタルトは、元々きのとやが販売していた「ブルーベリーチーズタルト」が基になっており、焼き立ての状態で提供する他にも、生地の厚さやサイズを変えるなどの改良が施されている。国内では北海道を除くすべての地域に出店しており、海外では中国・香港・台湾・韓国・タイ・フィリピン・アメリカに出店している（2021年現在）。また、タルト以外にもサブブランドとして「THE CHEESE SOUFFLE by BAKE CHEESE TART（ザ チーズスフレ バイ ベイク チーズタルト）」、「THE CHEESE TERRINE by BAKE CHEESE TART（ザ チーズテリーヌ バイ ベイク チーズタルト）」、「チーズころん by BAKE CHEESE TART」の3ブランドにおいてチーズを使ったスイーツも展開している。
- クロッカンシュー ザクザク（CROQUANTCHOU ZAKUZAKU）

シュークリーム専門店。ブランドカラーは水色・黒・白。国内では2店舗を展開、海外では中国とタイに出店している（2021年現在）。また、かつては姉妹店として「Z クロッカンシュー ザクザク」が展開されていた。
- RINGO（リンゴ）

アップルパイ専門店。ブランドカラーは赤。カスタードクリーム入りのアップルパイを販売しており、国内では15店舗、海外では中国・香港・タイに出店している（2021年現在）。なお、海外では「RAPL」(ラプル)の店名を使用している。
- PRESS BUTTER SAND（プレスバターサンド）

バターサンド専門店。ブランドカラーはグレーとオレンジ。バターサンドの製造には独自開発のプレス機を使用している。国内に18店舗を展開（2021年現在）。
- POGG（ポグ）

オリジナルスイーツ「スイートポテトパイ」を販売する専門店。ブランドカラーは紫。店名は「potato」と「dig」(掘る) を組み合わせた造語で、これまでのスイートポテトを掘り下げ、新しいおいしさを掘り当てるという意味合いが込められている。国内で3店舗を展開（2021年現在）。
- Chocolaphil（ショコラフィル）

ガトーショコラ専門店。ブランドカラーはウルトラマリン。店名は「chocolate」（チョコレート）と連結辞「phil」（～を愛する）を組み合わせた造語で、「チョコレートを口にした時の満ち足りた気持ち」を表している。東京と大阪の2か所に出店していたが、現在は2店とも閉店。このうち大阪にある大丸心斎橋店は上述の「BAKE the SHOP」にリニューアルされ、一部商品が同店で販売されている。なお、これまでの商品はオンラインショップでのみ購入が可能。
- OIMON（オイモン）

BAKE唯一の土産菓子専門店。ブランドカラーはベージュとピンク。鹿児島県のご当地ブランドとして誕生し、県産のサツマイモを使用したオリジナルスイーツ「小みかん香る薩摩芋ケーキ」を販売している。店名は鹿児島県の方言「おい（自分）」と「お芋」を組み合わせた造語で、鹿児島のものを全国に発信するという意味合いが込められている。2020年3月現在、商業施設「アミュプラザ鹿児島」に1号店がオープンしている。
- SOLES GAUFRETTE（ソールズ ゴーフレット）

ゴーフル専門店。ブランドカラーはネイビーとベージュ。店名にある"SOLE"は「靴底」「唯一の」という意味であり、手間暇をかけて作る製法とクラフツマンが作る独自性を表現している。ゴーフルの製造には特注の鉄板を使用している。 東京駅内の商業施設「東京駅一番街」に1号店がオープンしている。
- POSTBOX COOKIES（ポストボックス クッキーズ）

BAKE初となるギフト菓子専門店。旧店名は「POSTBOX SAND COOKIE(ポストボックス サンドクッキー)」で、サンドクッキーを展開している。当初は期間限定のポップアップ店として誕生し、のちにSOLES GAUFRETTEと同様「東京駅一番街」に出店。これに先駆けてオンラインショップでは4箱セットが先行で販売された。なお、店舗は2021年2月末に閉店し、現在はオンラインショップでのみ商品の購入が可能。パッケージは数種類のデザインから選べる他、メッセージを書く欄があり、切手を貼ることで郵便ポストに直接投函できるようになっている。

### 過去に展開していたブランド、サービス
- DOU（ドウ）

同社初の和菓子ブランドとして展開していたどら焼き専門店。店名は英語で生地を表す「dough」(ドウ)や、武道や茶道などの「道」（どう）に由来し、「生地を追求する姿勢」を表している。東京・神奈川・埼玉の3か所に出店していたが、ブランド休止に伴い閉店。
- THE PARFAIT STAND（ザ・パフェスタンド）

JR原宿駅竹下口に出店していたパフェ・フロート専門店。生クリームやソフトクリームの代わりにメレンゲを上に乗せたパフェを販売していた。2018年10月末を持って閉店。
- PICTCAKE（ピクトケーキ）

同社が初めて展開したオンラインによるケーキへの写真プリント注文サービス。注文は専用アプリを介して行う。
- 99chocolate

オンラインによるチョコレートのカスタマイズサービス。公式サイトより注文を行い、ベースとなるチョコレートや組み合わせるトッピングを選ぶことができる。2016年4月30日をもって一時的という形でサービスが停止した。

## ウェブメディア
- THE BAKE MAGAZINE（ザ・ベイクマガジン）

同社のスイーツブランドや取り組みに関する情報を発信する広報・PRサイト。2015年5月に開設。
- CAKE.TOKYO（ケーキドットトーキョー）

主に東京都内の菓子店のスイーツを紹介するサイト。2015年9月1日に開設。

### 過去に運用していたメディア
- OPENLAB Review（オープンラボ レビュー）

お菓子と科学をテーマに、お菓子にまつわる科学研究や最新技術を紹介するサイト。2017年1月16日に開設。2018年3月30日に投稿された記事を最後に更新が停止。2021年現在、閉鎖となっている。